# Roberto Severo
Roberto Luís Gaspar de Deus Severo, ismertebb nevén Beto (Lisszabon, 1976. május 3. –) portugál válogatott labdarúgó.
A portugál válogatott tagjaként részt vett a 2002-es világ illetve a 2000-es és a 2004-es Európa-bajnokságon.

## Sikerei, díjai
Sporting
- Portugál bajnok (2): 1999–2000, 2001–02
- Portugál kupagyőztes (1): 2001–02
- Portugál szuperkupagyőztes (2): 2000, 2002
- UEFA-kupa döntős (1): 2004–05

Portugália
- Európa-bajnoki döntős (1): 2004
- Európa-bajnoki bronzérmes (1): 2000